# Alexander Wang

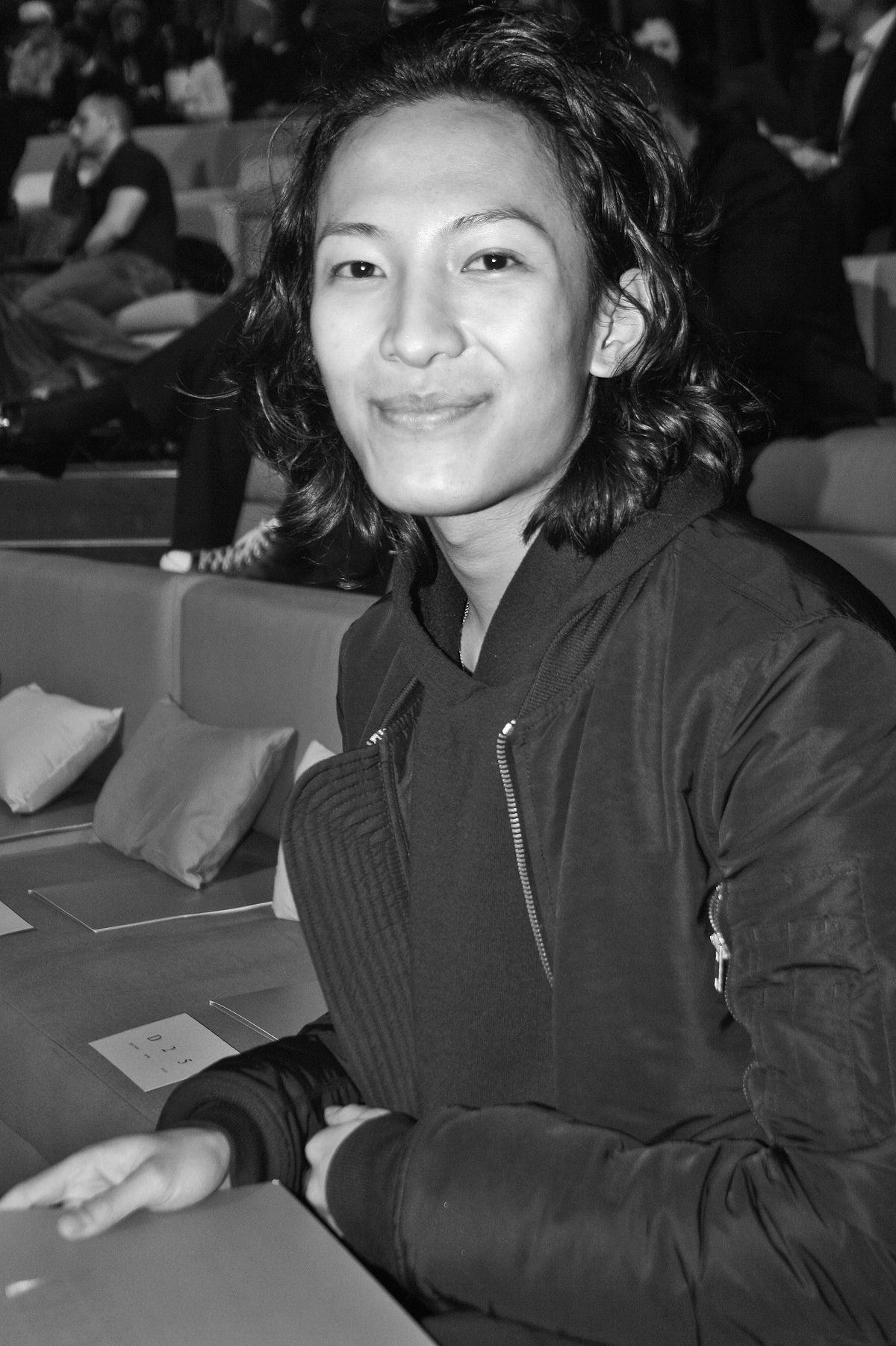
Alexander Wang 2009

Alexander Wang (* 26. Dezember 1983 in San Francisco, Kalifornien) ist ein amerikanischer Modeschöpfer. Die nach ihm benannte Modemarke für Damen- und Herrenbekleidung im gehobenen Preissegment gründete er 2005 in New York. Von 2012 bis August 2015 war Wang Chefdesigner des Modeunternehmens Balenciaga.

## Karriere
Wang studierte an der Parsons Design School Modedesign. 2005 gründete er sein eigenes Modelabel und stellte 2007 seine erste Ready-to-wear-Kollektion vor. 2008 gewann er den CFDA / Vogue Fashion Fund, ein Stipendium von 20.000 US-Dollar zur Vergrößerung seines Unternehmens. Im gleichen Jahr lancierte er die Zweitlinie T by Alexander Wang zunächst für Damen, ab 2009 auch für Herren. 2012 wurde er Chefdesigner von Balenciaga in Paris, und damit Nachfolger von Nicolas Ghesquière. Seine Mode, die sich hauptsächlich durch den Einsatz der Farbe schwarz auszeichnet, wird von Prominenten wie Megan Fox, Madonna oder Gwyneth Paltrow getragen. Im November 2014 schuf Alexander Wang eine niedrigpreisige Designer-Kollektion für die Modehauskette H&M. Sein Engagement bei Balenciaga endete im August 2015.

## Preise und Auszeichnungen (Auswahl)
- 2008 CFDA/VOGUE Fashion Fund[4]
- 2009 Swiss Textiles Award[7]